# آوید
آوید (پارسی باستان: āvid)، واژه‌ای پارسی و نامی ایرانی است که که پیشینه‌اش به کیش زرتشت و ایران باستان بازمی‌گردد.
در ایران، این نام هم بر پسران و هم بر دختران نهاده می‌شود.

## برابرهای امروزی واژه
برابرهای امروزی برای این واژه، «دانش» و «خِرَد» است.

## برابرهای کهن واژه
در زبان اوستایی، واژه‌های «آوید»، «وید» و «ویدا»، هر سه به یک معنی به کار گرفته می‌شد.